# Carballo (Ames)
Carballo es una aldea española situada en la parroquia de Trasmonte, del municipio de Ames, en la provincia de La Coruña, Galicia.

## Demografía
| Gráfica de evolución demográfica de Carballo entre 2000 y 2022 |
|                                                                |
| Datos según el nomenclátor publicado por el INE.               |